# Fitoaleksyny

Kapsydiol

Fitoaleksyny – grupa organicznych związków chemicznych należących do izoflawonoidów, seskwiterpenów, poliacetylenów i innych grup wytwarzanych przez rośliny w odpowiedzi na atak patogenów. Zdrowe organy roślinne zawierają bardzo małe ilości fitoaleksyn. Ich stężenie wzrasta w wyniku działania czynników stresowych, takich jak zranienie, przechłodzenie, kontakt z patogenem lub jego produktami. Stężenie fitoaleksyn wzrasta w tkankach roślinnych na skutek synergistycznego działania kwasu jasmonowego i etenu.
Istnieje ponad 200 związków chemicznych zaliczanych do fitoaleksyn, a ich mechanizm działania w zwalczaniu patogenów jest zróżnicowany.